# Symmachie
Symmachie (Oudgrieks συμμαχια < συμμαχος: samen-strijden, mede-strijder, mv. συμμαχοι) is de term voor een militair verbond in het oude Griekenland. De leden streden samen (summachein) tegen dezelfde vijanden. Het verbond werd dan ook meestal gesloten door de vaste frase dat men voortaan "dezelfde vrienden en vijanden" zouden hebben.
Ook grotere militaire verbonden, zoals de Peloponnesische Bond of de Attisch-Delische Zeebond, waren symmachiai, waarbij elke polis met de hegemoon van de bond (Sparta of Athene) een bilateraal verdrag afsloot. De leden van de symmachie verplichten zich ertoe in dit verbondssysteem in het leger te dienen, wanneer de hegemoon dit wenst, waardoor het verbond een offensief karakter kon krijgen.
In de Peloponnesische Oorlog kwam een vorm van symmachie met de naam epimachie (epimachia) op, dewelke zoals de oude vorm van symmachie was en een strikt defensief karakter had. Een symmachie verplichtte nu tot bijstand in het geval dat een aanval gedaan werd op een van de bondgenoten (cf. Thucydides, I 44.).